# Margo Martindale
Pour les articles homonymes, voir Martindale.
Margo Martindale, née le 18 juillet 1951 à Jacksonville, au Texas, est une actrice américaine.

## Biographie
Margo Martindale est née le 18 juillet 1951 à Jacksonville, Texas. Ses parents sont William Everett et Margaret Martindale (née Pruitt). Elle a deux frères, Billy Martindale, un golfeur professionnel et Bobby Tim Martindale (décédé en 2004).
Elle est diplômée de Jacksonville High School en 1969, elle a ensuite étudié à Lon Morris College, puis à l'université du Michigan, à Ann Arbor. Elle a pris des cours d'été à l'université d'Harvard.

### Vie privée
Elle est mariée depuis 1986 à William Boals. Ils ont une fille, Margaret Boals, née en 1988.

## Carrière
Elle commence sa carrière en 1989 dans la série Lonesome Dove, puis l'année suivante au cinéma dans le film de Tony Scott, Jours de tonnerre.
En 1991, elle tourne chez Joe Johnston dans Les Aventures de Rocketeer et la série Compte à rebours. L'année d'après, elle joue dans les films Emma and Elvis de Julia Reichert et Lorenzo de George Miller.
En 1993, elle est présente dans La Firme de Sydney Pollack avec Tom Cruise, Gene Hackman, Ed Harris, Holly Hunter et David Strathairn.
En 1995, elle retrouve Sydney Pollack pour un petit rôle dans Sabrina et joue également dans le film de Tim Robbins : La Dernière Marche.
En 1997, elle tourne sous la direction de  Sidney Lumet dans la comédie Critical Care et dans Eye of God de Tim Blake Nelson, dont c'est le premier film en tant que réalisateur.
L'année suivante, elle retrouve Robert Benton (après Un homme presque parfait, sorti en 1994) dans L'Heure magique, elle est également présente dans Les Ensorceleuses de Griffin Dunne et Prémonitions de Neil Jordan.
En 2000, elle joue dans la série On ne vit qu'une fois et les films L'Échange (avec Meg Ryan, Russell Crowe et David Morse) et 28 jours en sursis (avec Sandra Bullock, Dominic West et Viggo Mortensen).
En 2003, elle fait un retour remarqué au cinéma (après trois ans d'absence) et apparaît dans The Hours de Stephen Daldry, La couleur du mensonge de Robert Benton (avec qui elle tourne pour la troisième fois), Un amour inattendu de Lee Rose et It's all about love de Thomas Vinterberg.
L'année suivante, elle est dirigée par Clint Eastwood dans le drame Million Dollar Baby et Jacob Kornbluth dans The Best Thief in the World.
En 2006, elle tourne dans un épisode de Médium (elle avait déjà tourné dans deux épisodes l'année précédente), New York, Unité spéciale et Dexter (elle reprend son rôle pendant plusieurs épisodes jusqu’en 2008), ainsi que les films Mariage Express, Paris je t'aime et Champions.
En 2007, elle est présente dans de nombreux films tels que : La Famille Savage, Rocket Science, The Death and Life of Bobby Z, Rails & Ties, Festin d'amour (qui marque sa 4ème collaboration avec Robert Benton), ou encore Walk Hard : The Dewey Cox Story. Ainsi que la série The Riches.
En 2009, elle joue dans Hannah Montana, le film, Esther et La soga et dans la série Mercy Hospital. 
En 2011, elle incarne Mags Bennett dans la série Justified. Sa performance a été récompensée du Critics' Choice Television Award de la meilleure actrice dans un second rôle dans une série télévisée dramatique (trophée partagé avec Christina Hendricks). Elle a également été récompensée par le Primetime Emmy Award de la meilleure actrice dans un second rôle dans une série télévisée dramatique pour ce rôle. Cette même année, elle tourne également dans La loi selon Harry, Chaos et A Gifted Man.
En 2013, elle retrouve Meryl Streep dans le film Un été à Osage County de John Wells, après avoir joué à ses côtés en 1997 dans le téléfilm Au risque de te perdre de Jim Abrahams et joue dans Sublimes Créatures et Bluebird. Sur le petit écran, elle est présente dans Smash, New Girl, The Millers (jusqu'en 2015), The Americans (jusqu'en 2018, de manière régulière) et Masters of Sex.
En 2015, elle est présente à la télévision dans Sneaky Pete (elle rependra son rôle de manière régulière à partir de 2017 jusqu'en 2019), Mike and Molly et The Good Wife (jusqu'à l'année suivante).
En 2016, elle fait son retour au cinéma, après deux ans d'absence dans La Famille Hollar premier film en tant que réalisateur de John Krasinski, le film choral Joyeuse fête des mères de Garry Marshall, la comédie The Boss de Ben Falcone et Sophie and the Rising Sun de Maggie Greenwald. Elle joue également la série BrainDead.
L'année suivante, elle tourne dans les films Cars 3, Downsizing (où elle tourne une seconde fois avec Alexander Payne), Table 19 et Wilson et à la télévision dans La bande à Picsou.
En 2019, elle retrouve Melissa McCarthy (après The Boss) dans Les Baronnes d'Andrea Berloff. Sur le petit écran, on la retrouve dans la mini-série The Act avec Patricia Arquette et Joey King. L'année d'après, elle joue dans Apprentis Parents de Sean Anders, Uncle Frank d'Alan Ball (en compétition lors du Festival du cinéma Américain de Deauville 2020), Blow the Man Down de Bridget Savage Cole et Danielle Krudy et Lazy Susan de Nick Peet et la série Mrs. America. 

## Filmographie

### Cinéma

#### Longs métrages
- 1990 : Jours de tonnerre (Days of Thunder) de Tony Scott : Donna
- 1991 : Les Aventures de Rocketeer (The Rocketeer) de Joe Johnston : Millie
- 1992 : Emma and Elvis de Julia Reichert : Jenny
- 1992 : Lorenzo (Lorenzo's Oil) de George Miller : Wendy Gimble
- 1993 : La Firme (The Firm) de Sydney Pollack : Nina Huff
- 1994 : Un homme presque parfait (Nobody's Fool) de Robert Benton : Birdy
- 1995 : Sabrina de Sydney Pollack : L'infirmière
- 1995 : La Dernière Marche (Dead Man Walking) de Tim Robbins : Sœur Colleen
- 1996 : Simples Secrets (Marvin's Room) de Jerry Zaks : Dr Charlotte
- 1996 : Les Fantômes du passé (Ghosts of Mississippi) de Rob Reiner : Clara Mayfield
- 1997 : Critical Care de Sidney Lumet : Constance 'Connie' Potter
- 1997 : Eye of God de Tim Blake Nelson : Dorothy
- 1998 : L'Heure magique (Twilight) de Robert Benton : Gloria Lamar
- 1998 : Les Ensorceleuses (Practical Magic) de Griffin Dunne : Linda Bennett
- 1998 : Prémonitions (In Dreams) de Neil Jordan : Infirmière Floyd
- 1999 : Chevauchée avec le diable (Ride with the Devil) d'Ang Lee : Wilma Brown
- 2000 : L'Échange (Proof of Life) de Taylor Hackford : Ivy
- 2000 : 28 jours en sursis (28 days) de Betty Thomas : Betty
- 2003 : The Hours de Stephen Daldry : Mme Latch
- 2003 : La couleur du mensonge (The Human Stain) de Robert Benton : La psychologue
- 2003 : Un amour inattendu (An Unexpected Love) de Lee Rose : Maggie
- 2003 : It's all about love de Thomas Vinterberg : Betsy
- 2004 : Million Dollar Baby de Clint Eastwood : Earline Fitzgerald
- 2004 : The Best Thief in the World de Jacob Kornbluth : Mlle Mason
- 2006 : Mariage Express (Wedding Daze) de Michael Ian Black : Betsy
- 2006 : Paris je t'aime d'Alexander Payne : Carol (14e arrondissement)
- 2006 : Champions de David Wike : Jeri
- 2007 : La Famille Savage (The Savages) de Tamara Jenkins : Roz
- 2007 : Rocket Science de Jeffrey Blitz : Coach Lumbly
- 2007 : Mo de Brian Scott Lederman : Pam
- 2007 : The Death and Life of Bobby Z de John Herzfeld : Macy
- 2007 : Rails & Ties d'Alison Eastwood : Judy Neasy
- 2007 : Festin d'amour (Feast of Love) de Robert Benton : Mrs. Maggarolian
- 2007 : Walk Hard : The Dewey Cox Story (Walk Hard) de Jake Kasdan : Ma Cox
- 2007 : Superheroes d'Alan Brown : La mère de Ben
- 2008 : Stop-Loss de Kimberly Peirce: La secrétaire du sénateur (voix)
- 2008 : Love Manager (Management) de Stephen Belber : Trish
- 2009 : The Winning Season de Jim Strouse : Donna
- 2009 : Hannah Montana, le film (Hannah Montana : The Movie) de Peter Chelsom : Ruby
- 2009 : Esther (Orphan) de Jaume Collet-Serra : Dr Browning
- 2009 : La soga de Josh Crook : Flannigan
- 2010 : Secretariat de Randall Wallace : Elizabeth Hamm
- 2010 : Main Street de John Doyle : Mme Parker
- 2010 : Forged de William Wedig : Dianne
- 2012 : Scalene de Zack Parker : Janice Trimble
- 2013 : Sublimes Créatures (Beautiful Creatures) de Richard LaGravenese : Tante Del
- 2013 : Bluebird de Lance Edmands : Crystal
- 2013 : Un été à Osage County (August : Osage County) de John Wells : Mattie Fae Aiken
- 2014 : Et si le ciel existait ? (Heaven Is for Real) de Randall Wallace : Nancy Rawling
- 2016 : La Famille Hollar (The Hollars) de John Krasinski : Sally
- 2016 : Joyeuse fête des mères (Mother's Day) de Garry Marshall : Flo
- 2016 : The Boss de Ben Falcone : Sœur Agnès
- 2016 : Sophie and the Rising Sun de Maggie Greenwald : Anne Morrison
- 2017 : Cars 3 de Brian Fee : Louise Nash (voix)
- 2017 : Downsizing d'Alexander Payne : La femme sur la navette
- 2017 : Table 19 de Jeffrey Blitz : Freda Eckberg
- 2017 : Wilson de Craig Johnson : Alta
- 2019 : Les Baronnes (The Kitchen) d'Andrea Berloff : Helen O'Carroll
- 2020 : Apprentis Parents (Instant Family) de Sean Anders : Sandy Wagner
- 2020 : Uncle Frank d'Alan Ball : Mammaw Bledsoe
- 2020 : Blow the Man Down de Bridget Savage Cole et Danielle Krudy : Enid Nora Devlin
- 2020 : Lazy Susan de Nick Peet : Mary
- 2023 : Cocaine Bear d'Elizabeth Banks

#### Courts métrages
- 2005 : Honda : Cupid de Mark Steele : Mary
- 2015 : The Emissary de Rudy Dobrev : Natalie Ray

### Télévision

#### Téléfilms
- 1987 : Once Again d'Amin Q. Chaudhri : Debbie Lupino
- 1988 : The Child Saver de Stan Lathan : Alma
- 1996 : Ruby Jean and Joe de Geoffrey Sax : Frankie
- 1997 : Au risque de te perdre (First Do No Harm) de Jim Abrahams : Marjean
- 1999 : Earthly Possessions de James Lapine : Libby
- 2001 : À l'épreuve de l'amour (What Girls Learn) de Lee Rose : Lainey
- 2001 : Affaires de femmes (A Girl Thing) de Lee Rose : May
- 2002 : Le Projet Laramie (The Laramie Project) de Moisés Kaufman : Trish Steger
- 2003 : Un amour inattendu (An Unexpected Love) de Lee Rose : Maggie
- 2004 : Iron Jawed Angels de Katja von Garnier : Harriot Blatch
- 2004 : Plainsong de Richard Pearce : Mme Beckman
- 2005 : Un Noël à New York (Silver Bells) de Dick Lowry : Mme Quinn
- 2012 : Counter Culture de Ted Wass : Billie

#### Séries télévisées
- 1989 : Lonesome Dove : Buffalo Heiffer
- 1991 : Compte à rebours (Golden Years) : Thelma
- 1994 : New York Undercover : Infirmière Warner
- 1996 : New York, police judiciaire (Law & Order) : Mme Best
- 1999 : Homicide (Homicide : Life on the Street) : Verna Henderson
- 1999 : Snoops : Hannah Larson
- 2000 : On ne vit qu'une fois (One Life to Live) : Sybilla
- 2001 : Welcome to New York : Rose
- 2001 - 2002 : Tribunal Central : Michelle Grande
- 2003 : Ed : Amanda Myers
- 2005 - 2006 : Médium : Catherine
- 2006 : New York, unité spéciale (saison 8, épisode 8) : Rita Gabler
- 2006 - 2008 : Dexter : Camilla
- 2007 - 2008 : The Riches : Nina Burns
- 2009 : Hung : Molly
- 2009 - 2010 : Mercy Hospital (Mercy) : Infirmière Helen Klowden
- 2011 : Justified : Mags Bennett (saison 2, 10 épisodes)
- 2011 : La loi selon Harry (Harry's Law) : Gina Powell (saison 1, épisodes 3)
- 2011 : Chaos : Doris Blashik
- 2011 - 2012 : A Gifted Man : Rita Perkins-Hall (16 épisodes)
- 2012 : Person of Interest : Barbara (saison 2, épisodes 2)
- 2012 : Suits : Avocats sur mesure (Suits) : Nell Sawyer (saison 2, épisodes 3)
- 2013 : Smash : Miriam Abramson
- 2013 : New Girl : Bonnie (saison 2, épisodes 20)
- 2013 - 2015 : The Millers : Carol Miller (34 épisodes)
- 2013 - 2018 : The Americans de Joe Weisberg : : Claudia (saisons 1 à 6, 34 épisodes)
- 2013 : Masters of Sex : Miss Horchow (saison 1, épisodes 1)
- 2014 - 2016 / 2018 - 2020 : BoJack Horseman : elle-même (animation, 8 épisodes)
- 2015 / 2017 - 2019 : Sneaky Pete : Audrey
- 2015 : Mike and Molly : Rosemary
- 2015 - 2016 : The Good Wife : Ruth Eastman (13 épisodes)
- 2016 : BrainDead : Dr. Joanne Alaimo (saison 1, épisode 5)
- 2017 : The Guest Book : Alice (3 épisodes)
- 2017 - 2021 : La Bande à Picsou (DuckTales) : Ma Rapetou (animation, 8 épisodes)
- 2018-2021 : The Good Fight : Ruth Eastman (4 épisodes)
- 2019 : The Act : la mère de Dee (épisode 6)
- 2020 : Mrs. America : Bella Abzug (9 épisodes)
- 2020 : Day by Day : Rita
- 2021:  American Crime Story : Lucianne Goldberg  (10 épisodes)
- 2020-2023 :  Your Honor : Elizabeth (9 épisodes)
- 2022 :  The Watcher : Maureen (6 épisodes)
- depuis 2023 : Accused : Joanna Pierce (saison 1 épisode 10 - en cours)

• 2024 : Docteur Odyssey : Ellen Parsons (épisode 6)

## Récompenses et Nominations

### Récompenses
- 2011 : Critics' Choice Television Awards : Meilleure actrice dans un second rôle pour Justified
- 2011 : Primetime Emmy Awards : Meilleure actrice dans un second rôle dans une série dramatique pour Justified
- 2015 : Gracie Awards : Meilleure actrice invitée pour The Americans
- 2015 : Primetime Emmy Awards : Meilleure actrice invitée dans une série dramatique pour The Americans
- 2016 : Critics' Choice Television Awards : Meilleure actrice invitée dans une série dramatique pour The Good Wife
- 2016 : Primetime Emmy Awards : Meilleure actrice invitée dans une série dramatique pour The Americans

### Nominations
- 2011 : Online Film & Television Association Awards : Meilleure actrice dans un second rôle pour Justified
- 2011 : Satellite Awards : Meilleure actrice dans un second rôle dans une série, une mini-série ou un téléfilm pour Justified
- 2011 : Television Critics Association Awards : Meilleure interprétation dans une série dramatique pour Justified
- 2013 : Online Film & Television Association Awards : Meilleure actrice invitée dans une série dramatique pour The Americans
- 2013 : Primetime Emmy Awards : Meilleure actrice invitée dans une série dramatique pour The Americans
- 2014 : Satellite Awards : Meilleure actrice dans un second rôle dans une série, une mini-série ou un téléfilm  pour The Americans
- 2014 : Screen Actors Guild Awards : Meilleure distribution pour Un été à Osage County
- 2014 : Primetime Emmy Awards : Meilleure actrice invitée dans une série dramatique pour The Americans
- 2018 : Critics' Choice Television Awards : Meilleure actrice dans un second rôle dans une série dramatique pour Sneaky Pete
- 2020 : Primetime Emmy Awards : Meilleure actrice dans un second rôle dans une mini-série ou un téléfilm pour Mrs. America

## Voix francophones
En version française, Margo Martindale est doublée par plusieurs actrices durant les années 1990 et le début des années 2000. Ainsi, elle est doublée par Liliane Gaudet dans La Firme et Au risque de te perdre, Catherine Artigala dans New York, police judiciaire et Homicide, Jacqueline Cohen dans Simples Secrets, Danièle Hazan dans L'Heure magique, Monique Thierry dans 28 jours en sursis et Un Noël à New York, Brigitte Virtudes dans New York, unité spéciale, Élisabeth Wiener dans  Médium ou encore Diane Perens dans Dexter. 
Marion Game la double en 2005 dans Million Dollar Baby ainsi qu'en 2009 dans Hannah Montana, le film et Esther. À partir de la deuxième partie des années 2000, Coco Noël devient sa voix régulière. Elle la double notamment dans Justified, The Americans, Sublimes Créatures, The Millers, The Good Wife, Sneaky Pete ou encore Mrs. America.
Parallèlement, elle est doublée par Béatrice Delfe dans Person of Interest, Colette Nucci dans Un été à Osage County et Marie-Martine dans The Watcher. La doublant une première fois dans Mariage Express en 2006, Denise Metmer la double sporadiquement dans Suits, Joyeuse fête des mères, Downsizing et Crazy Bear.
En version québécoise, Anne Caron la double dans La fille à un million de dollars ,Les rails du destin et La fête des mères, tandis qu'Isabelle Miquelon est sa voix dans 28 jours et L'orpheline . Elle est également doublée par Mireille Thibault dans Secrétariat et Le Temps d'un été ainsi que par Carole Chatel dans Festin d'amour et Marie-Andrée Corneille dans Une famille immédiate.